# Родіоново-Несвітайський район

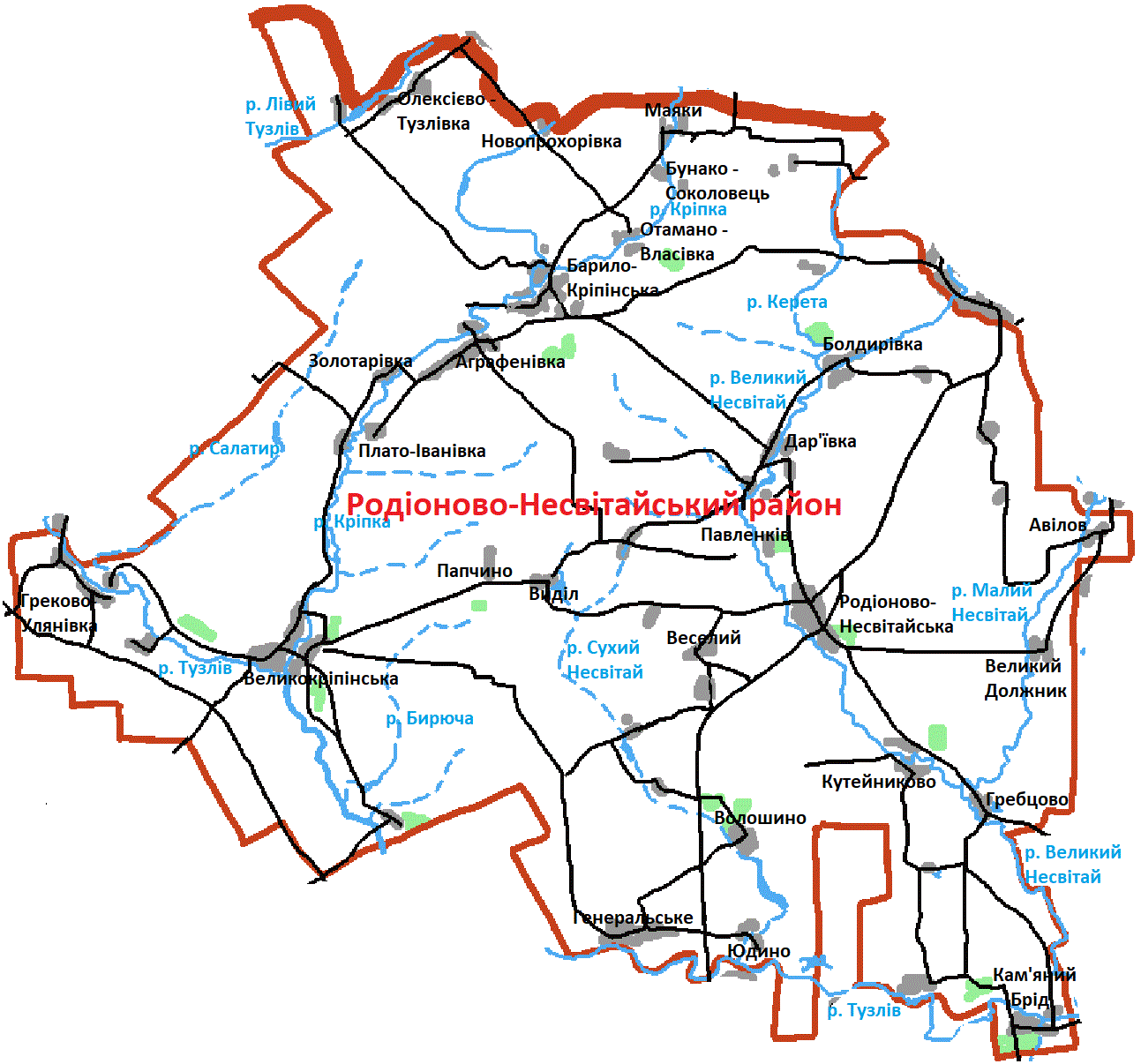
Родіоново-Несвітайський район

Родіо́ново-Несвіта́йський райо́н (рос. Родионово-Несветайский район) — район у західній частині Ростовської області Російської Федерації. Адміністративний центр — слобода Родіоново-Несвітайська.

## Географія
Район розташований у західній частині області, на кордоні з Україною. На північному сході межує із Красносулинським районом, на сході — із Октябрським, на південному сході — із Аксайським, на півдні — із М'ясниковським районом, на південному заході — із Неклинівським, на заході — із Матвієво-Курганським та Куйбишевським районами, на півночі має кордон із Луганською областю України.

### Річки Родіоново-Несвітайського району
Усі річки Родіоново-Несвітайського району належать сточищу Тузлової, правої притоки правого рукаву річки Дон.
Список річок Родіоново-Несвітайського району:
- Тузлова
  - Лівий Тузлів (л)
  - Салатир (л)
  - Кріпка (л)
  - Бирюча (л)
  - Сухий Несвітай (л)
  - Великий Несвітай (л)
    - Керета (п)
    - Малий Несвітай (л)

## Історія
Матвієво-Курганський район був утворений 1935 року у складі Азово-Чорноморського краю. 1953 року була приєднана територія ліквідованого Великокріпинського району, 1962 року — частина Красносулинського. 1963 року район був ліквідований, а територія розділена між сусідніми Матвієво-Курганським та Октябрським районами. Але вже 1965 року район був відновлений у своїх межах.

## Населення
Населення району становить 23238 осіб (2013; 23632 в 2010).

## Адміністративний поділ
Район адміністративно поділяється на 6 сільських поселень, які об'єднують 53 сільських населених пункти:
| Поселення                                 | Площа, км² | Населення, осіб (2010) | Центр                  | Населені пункти |
| ----------------------------------------- | ---------- | ---------------------- | ---------------------- | --------------- |
| Барило-Кріпинське сільське поселення      | -          | 5282                   | Барило-Кріпинська      | 15              |
| Болдиревське сільське поселення           | -          | 2000                   | Болдиревка             | 11              |
| Великокріпинське сільське поселення       | -          | 3635                   | Великокріпинська       | 9               |
| Волошинське сільське поселення            | -          | 2025                   | Волошино               | 6               |
| Кутейніковське сільське поселення         | -          | 2309                   | Кутейніково            | 5               |
| Родіоново-Несвітайське сільське поселення | -          | 8381                   | Родіоново-Несвітайська | 7               |

### Найбільші населені пункти
| №  | Населений пункт        | Населення, осіб (2010) |
| -- | ---------------------- | ---------------------- |
| 1  | Родіоново-Несвітайська | 6 379                  |
| 2  | Великокріпинська       | 1 995                  |
| 3  | Барило-Кріпинська      | 1 261                  |
| 4  | Кутейніково            | 1 121                  |
| 5  | Аграфеновка            | 1 065                  |
| 6  | Веселий                | 881                    |
| 7  | Болдиревка             | 852                    |
| 8  | Генеральське           | 802                    |
| 9  | Волошино               | 762                    |
| 10 | Кам'яний Брід          | 711                    |

## Економіка
Район є сільськогосподарським, де займаються вирощуванням зернових, технічних культур та тваринництвом. Розвивається також і переробна промисловість сільськогосподарської продукції, так як район є продуктовою сировинною базою Донецького кам'яновугільного району.

## Персоналії
У районі народились:
- Єршов Іван Васильович (1867–1943) — оперний співак, народний артист СРСР
- Нечепуренко Іван Іванович (1918–1990) — Герой Радянського Союзу
- Буренко Василь Іванович (1922–1997) — Герой Радянського союзу